# François Christophe Edmond Kellermann
Pour les articles homonymes, voir Kellermann.
Pour les autres membres de la famille, voir Famille de Kellermann.
François Christophe Edmond de Kellermann, 3e duc de Valmy (14 mars 1802 - 2 octobre 1868,) est un homme politique et diplomate français.

## Biographie

### Vie privée
Fils du général François Étienne Kellermann (1770-1835), 2e duc de Valmy et de l'Empire, François Christophe Edmond Kellermann est élève au collège Sainte-Barbe avant d'étudier le droit à Heidelberg. 

Il réside au Château de Stors (Val-d'Oise), de 1838 à 1861.

### Vie publique

#### Restauration
En 1824, par l'entremise de François-René de Chateaubriand, alors ministre des Affaires étrangères, il est attaché à l'ambassade de France à Constantinople. En 1827, il est chargé d'une mission diplomatique à Smyrne, suit l'expédition de Morée, avant d'être chargé d'un rapport sur la situation politique de la Grèce. Au mois d'avril 1829, il est accrédité comme chargé d'affaires à Capo d'Istria et devient secrétaire de légation.

#### Monarchie de Juillet
Rentré en France après les Trois Glorieuses, il est nommé chef de cabinet du ministre des Affaires étrangères, puis premier secrétaire d'ambassade à Berne le 23 mars 1831.
En désaccord avec la politique du gouvernement, il démissionne de la diplomatie le 5 février 1833, malgré les objurgations de son père qui menace de le déshériter. Il vit de sa plume en collaborant au Rénovateur et devient l'un des propriétaires du journal royaliste La Quotidienne. En 1838, il achète à Mme Kapeler le château de Stors (Val-d'Oise), où il entreprend d'importants travaux (remaniement du pignon nord du château, réfection de l'attique et aménagement du grand perron donnant sur l'Oise).
Le 2 janvier 1839, il est élu député par le deuxième collège de la Haute-Garonne (Toulouse), en remplacement du duc de Fitz-James, décédé. Il fut réélu successivement aux élections générales du 2 mars 1839 et du 9 juin 1842. Il combat l'alliance anglaise, le droit de visite, le projet des fortifications de Paris, et réclame la liberté de l'enseignement. En 1843, il fait partie du pèlerinage de Belgrave Square auprès du « comte de Chambord » et est au nombre des cinq députés qui donnent leur démission pour protester contre l'emploi du mot « flétrissure » dans l'Adresse du 26 janvier 1844. Réélu le 2 mars 1844 à une forte majorité, il revoit le « comte de Chambord » à Venise en 1845. Il ne se représente pas aux élections générales de 1846 et se consacre à la littérature politique.

#### Second Empire
Il se livre à diverses opérations spéculatives sous le Second Empire. En 1853, il est nommé membre de la Commission des embellissements de Paris et chargé d'étudier la question de la rive gauche. Le baron Haussmann le décrit comme « un gentilhomme de très bonnes manières et d'un esprit cultivé, sans la moindre aptitude pour l'administration ». On le retrouve à la tête de la société qui a obtenu en 1853 la concession de la ligne de chemin de fer de Saint-Rambert-en-Bugey à Grenoble et qui sollicite l'autorisation de la prolonger jusqu'à la frontière avec le Piémont. Toutefois la situation financière de la société ainsi que des présomptions de spéculation conduisent au refus des pouvoirs publics. En 1861, le duc de Valmy, criblé de dettes, revend son domaine de Stors à Casimir Cheuvreux. En 1863, il achète une parcelle de terrain à l'ouest du jardin du Ranelagh et y fait construire trois hôtels particuliers, deux destinés à la revente et le troisième pour lui. Ce dernier est revendu en 1882 à Paul Marmottan et il est aujourd'hui le musée Marmottan.
Il est inhumé au cimetière du Père-Lachaise (30e division).

## Famille
Il épouse, le 10 mai 1840, Sophie Caroline Edmond Hersillie Muguet de Varange, (1801-1892), fille de Pierre Marie Muguet de Varanges, 1er baron Muguet de Varanges et de Caroline Andrieu de Turdin. Ils ont un enfant.
- Henriette de Kellermann (21 mars 1841 - 29 juillet 1920) épouse Marino Caracciolo Ginnetti (20 août 1838 - 13 novembre 1901), dont descendance.

#### Publications
- Question d'Orient, 1840
- Note sur le droit de visite, 1841
- Coup d'œil sur les rapports de la France avec l'Europe, 1844
- Moyens de combattre le socialisme, dans le journal La Patrie, 1849
- De la force du droit et du droit de la force, 1850
- Histoire de la campagne de 1800, d'après les mémoires manuscrits laissés par son père, 1854
- Le génie des peuples dans les arts, 1867

#### Sources
- Adolphe Robert, Edgar Bourloton, Gaston Cougny, Dictionnaire des parlementaires français, Bourloton, Paris, 1891, tome III, p. 453-454